# TTA
True Audio (skraćeno TTA) je besplatni, jednostavni zvučni kodek u stvarnom vremenu bez gubitka podataka (lossless). TTA je zasnovan na prilagođavajućim prognostičnim filterima.

## TTA sažimanje
TTA izvodi sažimanje bez gubitka na višekanalnim na Wav zvučnim datotekama koje su samplirane u 8, 16, ili 24 bita.  Sažimanje bez gubitaka znači da podaci tj. kvaliteta zvuka ne gubi se sa sažimanjem, ne nakon de sažimanja, rezultirajući zvuk je identinčan originalnom. TTA sažima datoteke na 30% do 70% od originalne veličine, a visina sažimanja ovisi o vrsti zvučne datoteke. TTA podržava ID3 v1 i ID3 v2 podatkovne bilješke. 
S True Audiom, moguće je spremiti oko 20 zvučnih audio CDa (svaka sa 76 minuta muzike) na jedan jednostruki DVD-R (4.6GB ), bez gubitka podataka o pjesmama koje su spremljene u ID3 formatu. 

## Vanjske poveznice
- True Audio Software Project
- Compression theory  Arhivirana inačica izvorne stranice od 5. ožujka 2005. (Wayback Machine)
- TTA format description  Arhivirana inačica izvorne stranice od 5. ožujka 2005. (Wayback Machine)
- True Audio codec comparison  Arhivirana inačica izvorne stranice od 5. veljače 2005. (Wayback Machine)
- Hardware Support  Arhivirana inačica izvorne stranice od 5. ožujka 2005. (Wayback Machine)
- Tau Producer (GUI-based TTA compressor for Windows)  Arhivirana inačica izvorne stranice od 18. lipnja 2005. (Wayback Machine)
- Tau Producer Screen Shoots  Arhivirana inačica izvorne stranice od 5. ožujka 2005. (Wayback Machine)
- Project @ Corecodec.Org  Arhivirana inačica izvorne stranice od 5. veljače 2005. (Wayback Machine)
- Project @ Sourceforge.Net